# ソトイワシ目
ソトイワシ目（学名：Albuliformes）は、硬骨魚類の分類群の一つ。1科で構成され、およそ2属12種を含むグループである。熱帯の浅海に生息する種類が多い。

## 概要
ソトイワシ目はウナギ目と同じカライワシ上目に属し、レプトケファルスと呼ばれる特徴的な仔魚期を経て成長する。他のカライワシ上目魚類との相違点は、下顎の側線が開いた溝の中を走行することである（他のグループでは溝は閉じている）。体型はニシン・イワシ類に似ており、やや細長い紡錘形である。側線の眼下管は前上顎骨にまで伸び、現生の真骨類としては稀な特徴である。
カライワシ目やソコギス目との関係が深く、分類体系にはばらつきが大きい。

## 分類
ソトイワシ目全体、あるいは含まれる科・属の分類上の位置付けは、研究者により大きく異なる。本目全体をソトイワシ亜目として、カライワシ目に含める場合があるほか、ソコギス目を本目の亜目としてソコギス亜目とする場合もある。本稿ではNelson（2016）の分類に従い、2属12種についてリストする。

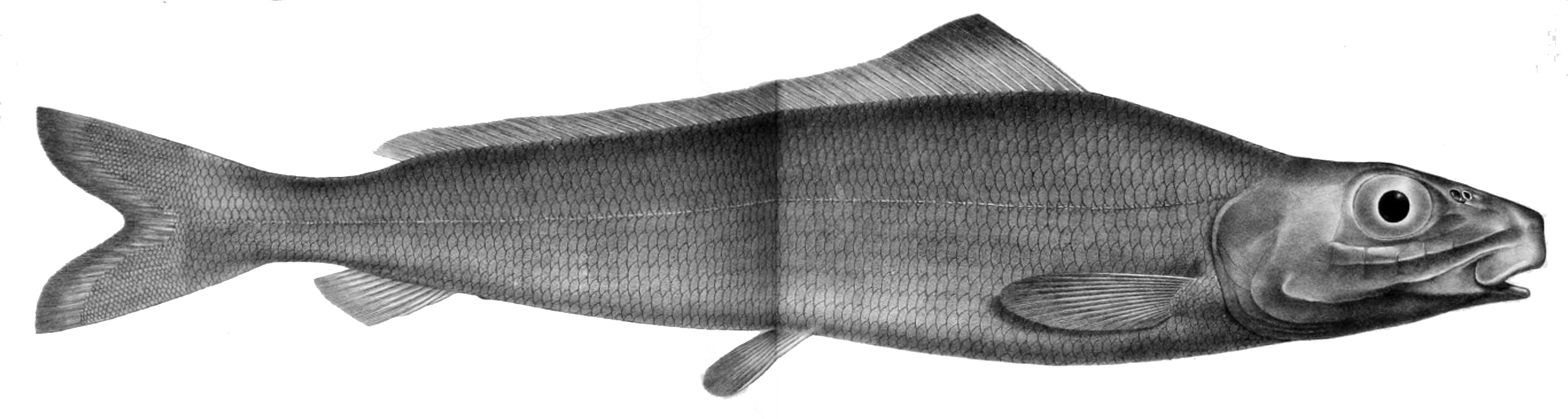
ギス Pterothrissus gissu （ソトイワシ科）。日本近海の深海底に広く分布する

- ソトイワシ科 Albulidae は2亜科2属で構成され、およそ5種を含む。
  - ソトイワシ亜科 Albulinae 記載される種の数には研究者により異同があるが、少なくとも3種を含むものとみられる[1]。熱帯の浅海に生息し、最大で1mほどになる。淡水・汽水域に進出することもあり、釣りの対象魚として知られる[1]。
    - ソトイワシ属 Albula

  - ギス亜科 Pterothrissinae ソトイワシ亜科と比べ鰭条数・側線鱗数・椎骨などの数が多い。2種を含み、ギス（Pterothrissus gissu）は日本近海に分布する。ギス科 Pterothrissidae として独立させる見解もあり、カライワシ目に所属させる場合もある[2]。
    - ギス属 Pterothrissus（Istieus とする見解もある[1]）